# メタルマックスシリーズ
メタルマックスシリーズは、クレアテック企画のRPG『メタルマックス』(METAL MAX) のシリーズ。本シリーズの流れを汲むメタルサーガ (METAL SAGA) シリーズも部分的に本項目で扱う。
プレイヤーは、戦車を駆って凶悪な賞金首を退治する稼業「ハンター」として冒険する。ラスボスに辿りつくまでの大まかなストーリーは存在するが、イベントの順序は厳密には設定されておらず、ラスボスを倒さずに引退という形でエンディングを迎えることも可能である。
作品内容は「ドラゴンクエストシリーズ」という「王道」に対するアンチテーゼとなっている。

## 歴史
1作目は、1991年にデータイーストからファミリーコンピュータ用ソフトとして発売された。テレビコマーシャルのナレーションはたてかべ和也が担当し、キャッチコピーの「竜退治はもうあきた。」の後に「〜戦車と人間のRPG、メタルマックス!」という台詞が入っていた。2作目はプラットフォームをスーパーファミコンへと移して人気を博し、1作目のリメイク版も発売された。
以降、データイーストはゲーム開発する体力がなくなっていたため、アスキーがデータイーストから商標権を借りてドリームキャスト用『メタルマックス ワイルドアイズ』を発売する予定だったが、アスキーの経営悪化により発売中止となった。
その後、ゲームボーイアドバンスのソフトとしてナウプロダクションより移植作『メタルマックス2改』『メタルマックスリターンズ改』が発表。だが後者はデータイーストの破産により権利的な諸問題が発生したことから発売中止となった。
2005年からはサクセスが開発・発売元となる「メタルサーガ」が発売されている。「メタルマックス」の商標権を他社が所持していたため改題となった。のちに「メタルマックス」の商標権の譲渡契約が成立し、2010年には17年ぶりのナンバリングタイトルとなるニンテンドーDS用ソフト『メタルマックス3』が角川ゲームスから発売された。
2019年10月1日にはトークイベント「METAL MAX 2021 Road to 30th Anniversary 賞金稼ぎの集い 2019 Autumn KICK OFF」が開催され、前年に発売された『メタルマックス ゼノ』のリメイク版『メタルマックス ゼノ リボーン』、その続編『メタルマックス ゼノ リボーン2』、新プロジェクト『コードゼロ（仮称）』が発表された。このうち、『ゼノ リボーン2』は『メタルマックス ワイルドウエスト』に改題したのち、2022年に開発中止となった。ねとらぼのライターであるするめ（以下）マンは、『ワイルドウエスト』までにある制作者側とユーザー側のズレによる本シリーズの迷走を指摘しており、また数回あったシリーズの中断を「死」に例えている。
2022年7月29日、Cygamesが本シリーズのIPおよび関連事業をKADOKAWAグループより譲受したことを発表。

## シリーズ作品
| 1991 | メタルマックス                     |
| 1992 |                                    |
| 1993 | メタルマックス2                    |
| 1994 |                                    |
| 1995 | メタルマックスリターンズ           |
| 1996 |                                    |
| 1997 |                                    |
| 1998 |                                    |
| 1999 |                                    |
| 2000 |                                    |
| 2001 |                                    |
| 2002 |                                    |
| 2003 | メタルマックス2改                  |
| 2004 |                                    |
| 2005 | メタルサーガ 〜砂塵の鎖〜          |
| 2006 | メタルサーガ 〜鋼の季節〜          |
| 2007 | メタルサーガ モバイル              |
| 2008 |                                    |
| 2009 |                                    |
| 2010 | メタルサーガ ニューフロンティア    |
| 2010 | メタルマックス3                    |
| 2011 | メタルマックス2：リローデッド      |
| 2012 |                                    |
| 2013 | メタルマックス4 月光のディーヴァ   |
| 2014 |                                    |
| 2015 | メタルマックス ファイアーワークス  |
| 2015 | メタルサーガ 〜荒野の方舟〜        |
| 2016 |                                    |
| 2017 |                                    |
| 2018 | メタルマックス ゼノ                |
| 2019 |                                    |
| 2020 | メタルマックスゼノ リボーン        |
| 2021 | メタルドッグス                     |
| 2022 |                                    |
| 2023 |                                    |
| 2024 | メタルサーガS                      |
| 未定 | メタルサーガ 叛逆ノ狼火 コードゼロ |

### メタルマックス
- メタルマックス（ファミリーコンピュータ用、1991年5月24日発売）
  - メタルマックスリターンズ（スーパーファミコン用、1995年9月29日発売） - リメイク版。
- メタルマックス2（スーパーファミコン用、1993年3月5日発売）
  - メタルマックス2改（ゲームボーイアドバンス用、2003年6月20日発売） - リメイク版。
  - メタルマックス2：リローデッド（ニンテンドーDS用、2011年12月8日発売） - リメイク版。
- メタルマックス3（ニンテンドーDS用、2010年7月29日発売）
- メタルマックス4 月光のディーヴァ（ニンテンドー3DS用、2013年11月7日発売）
- メタルマックス ファイアーワークス（iOS / Android用、2015年10月8日 (iOS)・2015年10月28日 (Android) 配信開始、2016年8月31日15:00(JST)配信終了）
- メタルマックス ゼノ（PlayStation 4 / PlayStation Vita用、2018年4月19日発売）
  - メタルマックス ゼノ リボーン（Steam / PlayStation 4 / Nintendo Switch用、2020年9月10日(PlayStation 4,Nintendo Switch)、2022年6月10日(Steam)発売） - リメイク版。
- メタルドッグス（Steam / PlayStation 4 / Nintendo Switch用、2021年8月25日 (Steam)・2022年4月8日 (PS4,Switch)発売）
- コードゼロ（機種・発売日未定）

### メタルサーガ
- メタルサーガ 〜砂塵の鎖〜（PlayStation 2用、2005年6月9日発売）
- メタルサーガ 〜鋼の季節〜（ニンテンドーDS用、2006年6月15日発売）
- メタルサーガ モバイル（DoCoMo専用iアプリ、2007年7月2日配信開始）
- メタルサーガ ニューフロンティア（mixiアプリ、2010年3月18日配信開始）
- メタルサーガ 〜荒野の方舟〜（iOS / Android用、2015年12月7日配信開始、2018年2月28日配信終了）
- メタルサーガS（iOS / Android / PC用、2024年11月5日正式版配信開始[11]）
- メタルサーガ 叛逆ノ狼火（Nintendo Switch用、発売日未定）

### 発売中止作品
- メタルマックス3（PlayStation用）[12] - 1996年から1997年頃、資金難から開発中止になる[13]。
- メタルマックス ワイルドアイズ（ドリームキャスト用）[14] - サブタイトルには「HEART OF GOLD」「オーバードライブ」という案もあったが、前者はメインストーリー変更のため、後者は商標が取得できなかったため変更された[12]。
- メタルマックスリターンズ改（ゲームボーイアドバンス用）[3] - 『メタルマックスリターンズ』の移植版[15]。
- メタルマックス ワイルドウエスト（PlayStation 4 / Nintendo Switch用）[16]

## シリーズの世界背景
突如起こった“大破壊”と呼ばれる災厄で都市文明が荒廃し、砂漠化や環境汚染が進んだ近未来の地球が舞台である。奇形化・凶暴化した怪生物、暴走する前時代の自律兵器、跋扈する犯罪者などが“モンスター”である。これらを退治するのが“モンスターハンター”と呼ばれる職業であり、プレイヤーはモンスターハンターを目指す1人の青年となって冒険する。このゲームのシンボルとも言える“戦車”は、魔法や超能力など何一つ持たない人間がモンスターに対抗しうる強力な手段である。
シリーズを通して作品間の直接的なつながりは無い（ただし『鋼の季節』は一作目の主人公の息子や仲間たちが登場する）が、シリーズに共通するキャラや設定が随所に見られ同一世界であることを示唆しており、第1作にて大破壊の原因が判明しその脅威の根源が倒されるというシリーズの完結部分に当たるため、続編作品はそれまでの前日談・後日談の位置づけになっている。また、文明破壊前に通用していた貨幣は使われておらず、作中での世界においては「G」を単位とした独自通貨が流通している。
各作品の舞台となる地域は毎回明確にされることは無いが、地形や建築物などからおおよその見当がつけられている。
- 『1』および『リターンズ』では、日本の鉄道路線や東京タワーや東京都庁舎が一部登場しており、東京をモデルにしている[2]。
- 『2』では、攻略本のコラムに開発者の宮岡寛が諏訪湖や諏訪大社に取材に行ったとあり、諏訪湖周辺説が強い（ただし宮岡は特にそういうつもりは無いとしている）。
- 『砂塵の鎖』では、湖の形が琵琶湖に酷似、町の名前が近辺の地名を捩った物がある（鈴鹿→ベルディア〔鈴:bell 鹿:deer〕など）
- 発売中止となった『ワイルドアイズ』は、当時の雑誌記事[どれ?]からアメリカ大陸が舞台とされていた。
- 『3』では、樹海やワナナバニ研究所（熱川バナナワニ園）、シエルタ（五稜郭）、プエルト・モリ（長崎）、ドゥーム球場（福岡ドーム、ナゴヤドーム、アメリカの球場）など[17]、それぞれ、おおむね日本という共通点はあるものの、特定の地域をモデルとはしていない。
- 『ゼノ』『リボーン』では、東京23区をモデルとしている。

## 定番要素
自由度
シリーズ最大の特徴の一つ。多くのRPGにある「フラグを立てる」（キーアイテムを入手や特殊モンスターを倒す等の「特定の条件を満たす」事）必要性および一本道の攻略ルートが殆ど無いため、遭遇した敵から逃走を繰り返すなどの手段を用いれば、序盤から遠くの町へ辿り着くことが不可能ではない設計。そのため、セオリーを大きく無視して性能の高い装備を早期から充実させることが可能であったり、仲間を作らず一人でクリアというプレイもできる。
賞金首
自由度の高い設計となっている本シリーズにおいては、ストーリー上で立ちふさがる強敵（所謂「ボスキャラクター」）という存在が少ない。その代わりにプレイヤーが自発的に倒すべき目標に設定されている強敵として、高額な賞金をかけられた指名手配犯が登場する。遭遇方法も多様で、特定の施設にて目に見える形で潜伏しているパターン以外に、通常の敵キャラクター同様の遭遇でいきなりプレイヤーキャラクターの前に姿を見せるなどの例もあり、またそれらは決して珍しいものではなく、場合によっては何の施設とも関係ないフィールド上で突然出くわすこともある。
カミカゼ、マッスル系賞金首
ほぼ毎回出てくる定番の賞金首。カミカゼ系は常ににやけた顔をしており逃げ足が速く、たまに自爆してくる。マッスル系は常日頃から究極の肉体を求め人体実験を繰り返している。
犬
後発のファイアーワークスおよび『ゼノ』を除くシリーズ全般に登場。主に捨て犬を仲間にして共に旅をする。戦闘ではコマンド入力ができず、独自の判断により行動を取る。犬が仲間にならない第1作でも、主人亡き後の戦車を守るボスとして「バイオニックポチ」が登場している。
インテリアショップ
主人公の家族・ヒロイン・関係者に家具を送り、部屋を豪華にする。作を重ねるごとに送付対象が増えている。『砂塵の鎖』からは服が追加され、送付対象の建物の居住者にコスプレをさせることができる。
引退エンド
シリーズ当初から存在する、自発的に冒険（モンスターハンター業）をやめる選択をするだけで突入するエンディング形式。第1作（および『リターンズ』）ではこの形式のみ存在。『2』からはマルチエンディングとなり、ハンター引退はその中の一つとなった。
緋牡丹シリーズ
その名の通り、ネーミングのどこかに緋牡丹と名付けられた武器群。生身で戦闘するための「緋牡丹のドス」「緋牡丹のさらし」および、戦車搭載用の「○○ミリ緋牡丹」「緋牡丹バルカン」「緋牡丹ATM」などがあり、戦車用はドロップアイテムの非売品でシリーズ通じて改造前から攻撃力が高く、非常に軽量であるのが特徴。
材料を集めることで戦車を作る要素
『2』から登場。文明の破壊により本来手に入れることが困難な戦車は、ほとんどのケースにおいては何らかの方法で「見つける」ことで手に入るが、例外的にこの方法では世界のどこかにいる「バトー博士」のもとで材料となる鉄くずを集めれば、性能をあらかじめ指定して理想の戦車を作ることができる。
ドクターミンチ
死んでしまった仲間を復活させるための手段として登場する科学者。ミンチ本人は死体の蘇生を「実験」としているため、何度でも無料で協力してもらえる。
魔法の無い世界
現実世界をモデルにしたこのシリーズにおいては、超能力や魔法といった非現実な能力は登場しない。そうした非現実的な能力が担う役割に見られる「体力回復」「特殊攻撃」「攻撃補助」「状態回復」「ダンジョン脱出」「拠点への瞬間移動」といった役目は、全てアイテムおよび戦車による砲弾が担っており、個人がリソース消費型として修得・所有することは原則的にない。アイテムも一度に携行できる数量が限られているため、多くのRPGに見られる「能力による回復などを駆使した戦線維持による長期戦」が不可能であり、賞金首・ボス等の強敵との戦いも基本的には数ターンで勝敗が決する。したがって、短期間で強敵を打倒できるだけの戦力を整えることのできる施設や要素が各地に存在する。
『砂塵の鎖』以降は特技が登場している。また『3』では、メタモーフ細胞を体に移植した変身能力を持つ能力者が登場し、特技も職業に合わせた特技をレベルアップにより覚えることが可能。
衛星レーザー
世界地図を表示できるアイテム「BSコントローラー」を手に入れ、一定の条件を満たすと上空の衛星からレーザーを発射できる。ただし発射に時間がかかる。
機械による転送
戦車に搭載する道具として「ドッグシステム」が登場し、街中や屋外フィールドであれば立ち寄った経験のある街を指定して帰還、ダンジョンなどの敵地では拠点から外への脱出が可能。
街中には「転送センター」が設置されており、戦車から降りて生身で利用するという制限はあるものの、異なる街の間を一瞬にして移動できる。中盤以降は転送事故という要素もあり、本来指定したはずの拠点とはまったく異なる位置の施設へと飛ばされるが、シリーズで原則的に不可能な「戦闘不能となった仲間をその場で復帰可能」という効果の携行アイテムを一度に1つだけ獲得できる。
用途不明のアイテムの組み合わせで効果を発揮するアイテム
単体では使用できず、世界各地に散らばっている「単独使用不能」かつ「ネーミングに共通点がある」という用途不明のアイテムを別個収集し、それらを組み合わせることで効果を発揮する。
レーザーバズーカは生身で携行する武器、LOVEマシンは生身で携行する補助アイテム、ヤキトリ砲は車載兵器。いずれも、パーツ（要素）の組み合わせを変えることで性能が変わる。
育成兵器
入手後、特定のアイテムなどを投入する事で強化する兵器。
ジュークボックス
ゲーム内のBGMが何曲か収録されており、設置してあるフロアのBGMをその曲に変更できる。
自動販売機
各種アイテムの購入を、有人の店舗だけでなく自動販売機でも可能にしているシステム。店で販売されていないアイテムが売られていることがあるほか、ダンジョンなどの敵地においても現地の自動販売機で物資補充が可能なこともある。ルーレット付きになっており、買い物をするとルーレットが回り、当たりに止まると景品をもらえる。
お大尽
その町の酒場にいる客全員に一番高い酒を振舞い、酒場を出るまでセリフが主人公に感謝する物に変更されるというお遊びイベント。
おつまみ
やきアメーバ、くらげぬたなど、モンスターの体の一部を利用したゲテモノ料理。文明の破壊による影響でこうしたものも食材として酒場などで重宝される。また、食用になりそうなアイテム（ぬめぬめ細胞など）を酒場で売りつけることで小遣い程度のお金がもらえる。場合によっては酒場での食用以外の用途に使われる例外もある。
バーゲン
街に立ち寄った際に開催されていることがあり、開催中は店商品の値段が割引となる。戦車に積載する武器は高額に設定されている傾向にあるため、運よくバーゲンに立ち会えば割引によって購入資金を大幅に節約することも可能。
レンタルタンク
戦車のレンタルサービス。所有しようと思えば困難である戦車を、街の施設で手軽に借りて使用できる。詳細は後述。
ドラム缶押し
『2』から登場。施設にあるドラム缶の一部を押して動かせるというもの。同様の方法で押して動かせるオブジェクトは多数存在するが、『2』のドラム缶については押すことだけを目的としたイベントが存在する。
サルベージ屋
『2』から登場。通常は全滅した場合、もし戦車があればその場に置き去りにされるが、特に海上で全滅した場合、移動手段として不可欠な船そのものが『沈没』という扱いになり、そのままでは海上の移動自体ができなくなる。そのため有料で船を引き揚げる施設が存在する。引き上げの際、船以外にも海に沈んでいたアイテムを引き揚げることもある。
蚊
宿で安い料金の部屋に泊まると定期的に起こるイベントで、カトール系アイテム（蚊取り線香）が無いと蚊の攻撃によって1ダメージを受ける。
ロックハッカー
どんな扉・金庫でも解錠できる、ピッキングに近い高性能の鍵。
レッドウルフ
唯一シリーズ通して全作品登場の皆勤戦車。第1作目で衝撃的な出会いと結末を迎えた事で非常に人気があるメルカバ型。名前も全て「レッドウルフ」もしくは「Rウルフ」である。
ゲーム進行に影響のないアイテム
「投げやすい石」など、実用的にはまったく意味のないもの。武器や防具の中にも、お遊び要素で実用価値（ゲームを有利に進める効果）のないレアアイテムも存在する。

## 基本システム
基本的にはフィールドやダンジョンを進み、出会ったモンスターを倒しながら旅を進めていく。戦車と生身ではその戦闘能力に決定的な開きがあるため、戦車に乗って戦うのが基本ではあるものの、戦車を持ち込めない荒れ地や杭などの地形に踏み込む為に降車して生身での旅を余儀なくされる場面もある（一方で戦車でしか入れない地形は存在しないため、自発的に生身で旅をするのは自由）。そのため、武器屋や道具屋は人間向けのものと戦車向けのものが存在する。

### 職業
仲間になるキャラクターはいずれかの職業についている。職業によって能力・成長率・特技・装備できるアイテムが異なる。
ハンター
戦車での戦闘を得意とする職業。運転レベル（戦車での攻防性能を引き出す技術）が上がりやすく、戦車での戦闘を有利にする特技を覚える。
白兵戦の強さはソルジャーに次ぐ。基本的にシリーズの主人公はハンターに属する。
メカニック
戦車の修理を得意とする職業。作品によって修理関連のシステムがまちまちであるが、初期状態から軽度の修理が可能なうえ、特に重度の故障は基本的にメカニックにしか直せない。
戦車での戦闘はハンターに次いで強いが、白兵戦は最弱でとても死にやすい。
『砂塵の鎖』以降は機械の敵に強い設定が加わっており、戦力としても重要な立ち位置になりうる。
ソルジャー
戦車に頼らず生身での戦闘を得意とする職業。特に戦車で進入できないところで活躍する。
強力な人間用装備を使用でき戦闘レベル（生身での攻防性能の高さ）が上がりやすいが、反面戦車の操縦は苦手。
ドッグ
戦闘用のバイオニック犬。『2』から登場し、以降のシリーズでマスコット的存在となっている。
白兵戦はソルジャー並みの強さを見せるが、犬なので戦車に乗れない（操縦できない）ため強力なボス戦では真っ先に死ぬことが多い。『3』ではその救済策として犬用戦車が登場した。
基本的にデフォルト名は“ポチ”である。
ハッカー
コンピュータに進入しパスワードなどを調べることができる職業。『鋼の季節』に登場。
バトルパソコンでメカ系の敵をハッキングしたり、能力を吸い出して使用することができる。
料理人
素材を使用して料理を作成できる職業。『鋼の季節』に登場。
酒場で取引されるようなおつまみネタなどを材料に、回復・補助アイテムを作成する。戦闘では戦車戦より白兵戦が得意。
トレーダー
荒野を旅する商人。『メタルサーガ ニューフロンティア』から登場。
アイテムの発掘、資源の採掘、アイテムの売買を有利にする特技を持つ。
戦闘は戦車戦も白兵戦も苦手であるが、幸運が高くレアドロップを狙いやすいという特性がある。
ナース
回復のスペシャリスト。『3』から登場。
回復アイテムの効果を倍にするなど多彩な回復スキルを持つほか、生物系の敵を即死させる能力もある。
レスラー
肉弾戦を得意とする職業。『3』から登場。
ソルジャーと近いが、こちらは武器を使用せず自らの拳と肉体で戦う。使用できる装備は少ないが単体相手ではソルジャーを上回るダメージが出せる。
アーチスト
ゲージツの素材求めてさすらう戦う芸術家。『3』から登場。
特殊砲弾を作成する特技のほか、戦車装備に限界を超えて性能を上げる“超改造”を施すことができる。
舞闘家
肉弾戦を用いて戦う職業。『4』から登場。
レスラーと同じく武器を使わない生身戦闘を得意とするが、装備品や覚える特技が異なり、破壊力よりも技巧を得手とする。
ライダー
バイクに乗ることで真価を発揮する職業。『4』から登場。
バイクに乗った状態でも使用できる特技を覚えるほか、生身の戦闘力も高めなのが特徴。

### 戦車
本シリーズの要となる乗り物。1人乗りで操縦・戦闘を行えるハイテク兵器である。作中では一般の戦車のほか、装甲車、乗用車やバイク、果ては戦闘機（飛ばない）なども含め「戦車」「クルマ」と呼ばれている。
入手経路はさまざまで、ダンジョンに放置されているものや取引で手に入るもの、発掘が必要なもの、施設に展示される形などで設置されているもの、特殊な施設で自作できるものなどがある。単純に戦力として強力であるうえ、各種パーツを町の施設にて「改造」することにより、その性能をさらに自分好みに高めることができる。
戦車の装備は、移動手段として必要なタイプと、武器に使用するタイプに大別される。
移動手段としての種別
シャシー
戦車の車体そのもの。本体なので取り外しは不可能。
エンジン
道中の移動に必要な動力源。戦闘中の行動には影響しないのが原則。
Cユニット
移動や戦闘の制御を行う精密機器。本シリーズの戦車が1人で制御可能になっているのはこのパーツが操縦を補助しているため。

武器種別
大砲
戦車砲。攻撃力が高いが弾数の制限があり、砲弾の補充に金が掛かる。補充施設「満タンサービス」や自動販売機にて安価で補給できる他、砲弾屋で購入した特殊砲弾を装填し発射することもできる。
機銃
バルカンやビーム砲など。弾数の制限が無く、弾丸の補充が必要無い代わりに攻撃力が低い。グループ攻撃が可能な物も存在するので、ザコの一掃には最適。
特殊砲
特殊な効果を持った兵器。ミサイルや火炎放射器など。弾数が少ない、「満タンサービス」で補充するにも弾薬が高価、一度使うとしばらく次の弾を撃つことができない等のデメリットが設定されていることが多いが、威力は絶大で、効果範囲もグループ攻撃や全体攻撃の物が存在する。
装備について
シャシーには「主砲」「副砲」「S-E（Special Equipment）」の3系統の装備可能位置を設置できる。初期設定ではその多くが、大砲は「主砲」、機銃は「副砲」、特殊砲は「S-E」に対応している傾向にある。
シャシーを含む全てのパーツには重量が設定されており、その合計がエンジンの能力を超えているとその戦車はフィールド上の移動ができない。これを“自走不能”と呼ぶ。重量に余裕がある場合にはその残りを装甲タイルに割り当てることができ、これが残っている限りはダメージを受けてもパーツに被害が及ぶことはない（一部の攻撃を除く）。ただし、『鋼の季節』では装甲タイルが存在せず、各パーツごとに耐久値が設定されている。『ゼノ』においては装甲タイルという名称ではなくバリアを張る電池というシステムになっている。
パーツの被害は“破損”と“大破”の2段階があり、"破損"ではパーツの機能が低下したり武器なら攻撃が不発になることがあり、“大破”になるとそのパーツは機能自体しなくなる（初期の作品では"破損"による悪影響はない）。シャシーが大破した場合は中にいたドライバーは強制的に外に出され生身の状態で戦うことになる。エンジンやCユニットが大破してもその戦闘では降車されることはない（Cユニットが破壊されると砲撃はできない）が、その戦車は自走不能に陥るため、ドライバーはそれ以降生身での戦闘を余儀なくされることになる。
誰か1人が戦車に乗っていれば1台だけ牽引して運べる（牽引されている戦車の重量は無視される）ため、予備の戦車を用意して乗り換えたり、予備戦車に交換用のパーツを積むことで戦闘によるパーツ破損があっても交換による応急対処が可能。街には戦闘時のダメージで破損・大破したパーツを修理してくれる修理屋があるほか、メカニックは修理キットやメカニックキットを使用してパーツの破損を直すことが可能。パラメータの修理レベルが上がればメカニック以外による修理や、メカニックによる大破パーツの修理も出来るようになる。
入手が難しい戦車も決して少なくはないため、足りない戦力を補填する手段として「レンタルタンク」と呼ばれる戦車の貸し出し業者も存在する。レンタルタンクは、借りる事自体は無料なのだが、利用中は搭乗の有無に関わらず、返却するまで戦闘時の儲けが貸し出し台数に応じて自動的に割合で差し引かれる（戦闘で敵から直接入手しない獲得金は徴収対象外である）。このレンタルタンクも通常入手可能な戦車とは異なるグラフィックを持っており、即戦力になる場面も存在するが、装備は固定であり、改造は一切不可能で、パーツが1か所"破損"しただけで自動的に搭乗者を放り出し店へ戻ってしまうため、装甲タイルの残量には注意が必要である。
またマイナスアイテムとして、戦車道具欄にランダムで発生してアイテムの所持限界を圧迫する「とりのふん」や「ナマリたけ」がある。特に後者は重量まで存在するため最大積載量を圧迫するデメリットもある。除去するためには町の施設で戦車を「洗車」しなければならない。

#### 戦車の改造
街によっては修理屋の他にシャシーやパーツの改造を受け持つ改造屋が存在する。改造屋では以下の改造が可能である。ただし、1作目ではシャシーとエンジンしか改造できない。
武器パーツ
- 攻撃力 - 攻撃力を上げて敵へ与えるダメージを増やすことができる。
- 弾倉 - 弾倉を増やして砲弾を多く積めるようにできる。
- 守備力 - 守備力が上がればダメージを受けたときに武器パーツが破損する確率が下がる。

エンジン
- 積載量 - エンジンを出力の高いものに改造することで積載重量の上限が増える。またそれに伴いエンジンの名前が変わる。
- 守備力 - 守備力が上がればダメージを受けたときにエンジンが破損する確率が下がる。

Cユニット
- 命中率 - 攻撃の命中率を上げ、一度の攻撃で与えるダメージを増やせる。
- 回避率 - 敵の攻撃からの回避率を上げ、一度の攻撃で受けるダメージを減らせる。
- 守備力 - 守備力が上がればダメージを受けたときにCユニットが破損する確率が下がる。なお『メタルサーガ 〜砂塵の鎖〜』ではこの項目しか改造できない。

シャシー
- 守備力 - 守備力が上がればダメージを受けたときにシャシーが破損する確率が下がるほか、戦車自体が受けるダメージ量も減る。
- 弾倉 - 弾倉を増やして特殊砲弾を多く積めるようにできる。
- 穴 - 武器パーツを装備するマウントを、大砲・機銃・特殊砲の3種類から選んで最高3系統まで設置できる。「穴を開ける」と表記されているが、実際には「設置箇所を製作する」というニュアンスで、その言葉のイメージとは逆に、開いてない状態と比べて重量は増える。『2』以降はマウントの種類の変更も可能であり、例えば「主砲を機銃タイプにする」「S-Eを大砲タイプにする」といったセッティングも可能。

基本的に、改造によって強化すると重量が増える。逆に、弱体化と引き替えに軽量化することも可能（1作目では不可）。

### モンスター
モンスターは、ゲーム内では大まかに5つに分類される。
バイオニック
生物系のモンスター。人間もこのタイプに含まれる。
サイバネテイック
機械化された生物のモンスター。
マシーン
純粋な機械のモンスター。
タンク
戦車系モンスター。マシーンとタンクは、主人公たちの乗る戦車と同じく、受けるダメージを軽減するという特性を持つ（多くの作品ではダメージが1/5となる）。『メタルサーガ』では装輪車両なども含めて「ヴィークル」に変更された。
識別不能
上記4つ以外のもの。『メタルサーガ』では「正体不明」に変更された。
1作目では「マシーン」「識別不能」は存在せず、それらはタンクやバイオニックと見なされる。
“賞金首”に指定されているモンスターは原則的に強力で、これを倒せば町の施設「ハンターオフィス」から多額の賞金が支払われる。敵キャラクターとしての戦闘能力は多くのRPGにおけるボスキャラクターに相当するが、基本的には倒さなくてもシナリオの進行は可能である。ただし、『2』以降はシナリオ進行上の重要なポイントに配置されている賞金首モンスターも存在する。また、賞金首とは別にボスキャラクターが配置されている箇所も一部存在する。
『2』以降からは、“今週のターゲット”としてランダムに指定される雑魚モンスターが期間限定で小額の賞金が設定され、期間内に倒したことをハンターオフィスへ報告すれば撃破数に応じた賞金が得られるようになった。

## 主要スタッフ
- ゲームデザイン：宮岡寛、きむらはじめ、とみさわ昭仁
- プロデュース：桝田省治
- キャラクターデザイン：山本貴嗣
- 音楽：門倉聡（『荒野の方舟』を除く全作品）、工藤吉三（『荒野の方舟』のみ）

## 関連書籍

### 小説
- 『メタルマックス (1)火炎水晶』 （角川スニーカー文庫、著：北沢蒼 挿絵：山本貴嗣）ISBN 978-4044149017

### 漫画
- 『METALMAX MOMO』 （月刊コミックビーム連載、漫画：山本貴嗣）
- 『メタルマックス3 双銃身の魔女』 （ファミ通コミッククリア連載、原案：宮岡寛、漫画：山本貴嗣）